# Miguel Apostólio
Miguel Apostólio (em grego:  Μιχαὴλ Ἀποστόλιος ou Μιχαὴλ Ἀποστόλης, em latim: Michael Apostolius; Constantinopla, c. 1420 — possivelmente em Creta veneziana, 18 de julho de 1478) ou Apostolius Paroemiographus, ou seja Apostólio, o escritor de provérbios, foi um professor, escritor e copista grego que viveu no século XV.

## Biografia
Quando, em 1453, os turcos conquistaram Constantinopla, sua cidade natal, ele fugiu para a Itália, e lá recebeu a proteção do Cardeal Bessarion. Mas, engajado na grande disputa que então se travou entre os defensores de Aristóteles e de Platão, o seu zelo por este último o levou a falar tão desdenhosamente do filósofo mais popular e de seu defensor, Teodoro Gaza, que caiu sob o severo descontentamento de seu patrono.
Posteriormente, ele se retirou para Creta, então uma colônia veneziana, onde ganhava uma vida modestamente ensinando e copiando manuscritos. Muitas de suas cópias ainda podem ser encontradas nas bibliotecas da Europa. Uma delas, os Ícones de Filóstrato em Bolonha, traz a inscrição: "O rei dos pobres deste mundo escreveu este livro para ganhar a vida".
Apostólio morreu aproximadamente em 1480, deixando um filho, Arsênio Apostólio, que se tornou bispo de Malvásia (Monemvasia), na Moreia.

## Escritos
De suas inúmeras obras, algumas foram impressas:
- Παροιμίαι (Paroemiae, em grego: "provérbios"), uma coleção de provérbios em grego;
  - Uma edição publicada em Basileia, em 1538, agora extremamente rara;
  - Uma edição mais completa editada por Daniel Heinsius ("Curante Heinsio") e publicada em Leiden em 1619;[3]
- "Oratio Panegyrica ad Fredericum III." em Scriptores Rerum Germanicarum, vol. ii. de Marquard Freher (Frankfurt, 1624);
- Georgii Gemisthi Plethonis e Michael Apostolii Orationes funebres duae in quibus de Immortalitate Animae exponitur (Leipzig, 1793);
- Uma obra contra a Igreja latina e o Concílio de Florença em Varia Sacra de Étienne Le Moine.